# 赤十字前駅
赤十字前駅（せきじゅうじまええき）は、福井県福井市みのり一丁目にある、福井鉄道福武線の駅である。駅番号はF18。

## 歴史

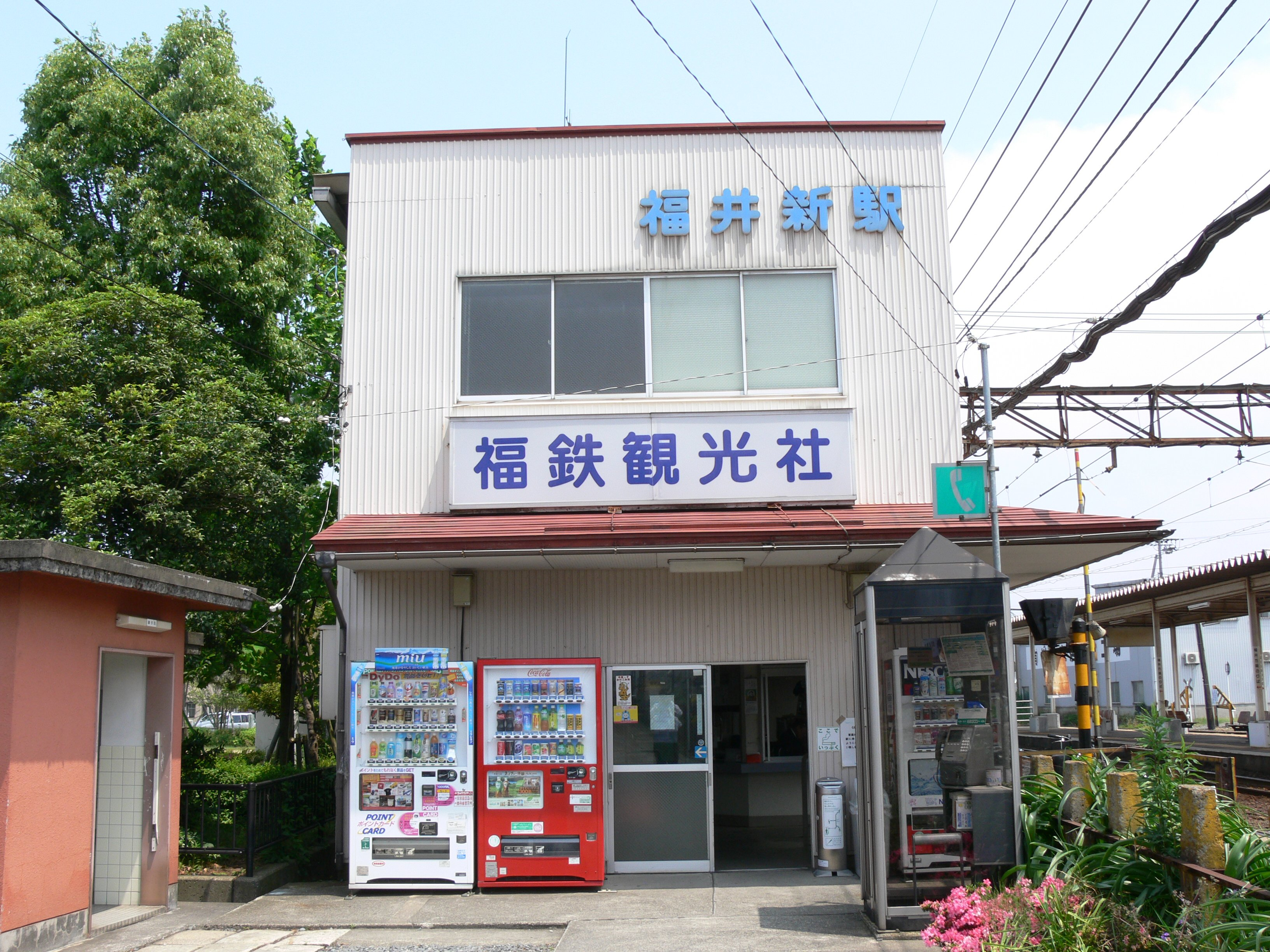
福井新駅時代（2009年6月）

- 1925年（大正14年）7月26日：福武電気鉄道の兵営駅（現・神明駅） - 当駅間開業に伴い[2][3]、福井市駅（ふくいしえき）として開設[1][2][4][5]。
- 1933年（昭和8年）10月15日：約400 m南に移設し駅名を福井新駅（ふくいしんえき）に改称[4]。同日、軌道線が福井駅前駅（現・福井駅停留場）まで敷設され、旧駅付近に鉄軌分界点ができる[4]。
- 1945年（昭和20年）8月1日：福井鉄道の設立に伴い、同社の福武線の駅となる[4]。
- 1951年（昭和26年）12月：大和紡績福井工場専用線が福井新駅より0.6 km開業[2]。日本通運所属のDL加藤6.5 t機などが走る。
- 1977年（昭和52年）
  - 5月：大和紡績福井工場専用線廃止[6]。
  - 6月1日：貨物取扱を廃止[1]。
- 2010年（平成22年）3月25日：駅名を赤十字前駅に改称[6][7]。

## 駅構造
島式ホーム1面2線を有する駅で、7時から9時まで駅係員が配置されている。なお、窓口は開設されておらず、自動券売機が早朝と夜間を除き稼働している。駅舎は2階建てだが、待合室など設備はすべて1階にある。
駅舎の東隣の4線のうち内側2線に面してホームがあり（外側2線は電留線）、駅舎とは構内遮断機付き通路で連絡する。2001年10月12日から11月4日まで行われたトランジットモールの社会実験の期間中には、駅舎と島式ホームの間の線路上に「すまいるトラム」専用の臨時乗車ホームが設置されていた。降車ホームは島式ホーム南側にあった。
| のりば                  | 路線                               | 方向 | 行先                       |
| ----------------------- | ---------------------------------- | ---- | -------------------------- |
| - 福井方面 - （駅舎側） | ■福武線 （フェニックス田原ライン） | 下り | 福井駅・田原町方面         |
| - 武生方面 - （東側）   | ■福武線 （フェニックス田原ライン） | 上り | 浅水・西鯖江・たけふ新方面 |

## 利用状況
「越前市統計年鑑」によると、1日平均の乗車人員は以下の通りである。
| 乗車人員推移 | 乗車人員推移 |
| 年度         | 1日平均人数  |
| ------------ | ------------ |
| 1998年       | 338          |
| 1999年       | 328          |
| 2000年       | 307          |
| 2001年       | 319          |
| 2002年       | 294          |
| 2003年       | 315          |
| 2004年       | 306          |
| 2005年       | 345          |
| 2006年       | 336          |
| 2007年       | 318          |
| 2008年       | 351          |
| 2009年       | 355          |
| 2010年       | 369          |
| 2011年       | 378          |
| 2012年       | 269          |
| 2013年       | 269          |
| 2014年       | 277          |
| 2015年       | 281          |

## 駅周辺

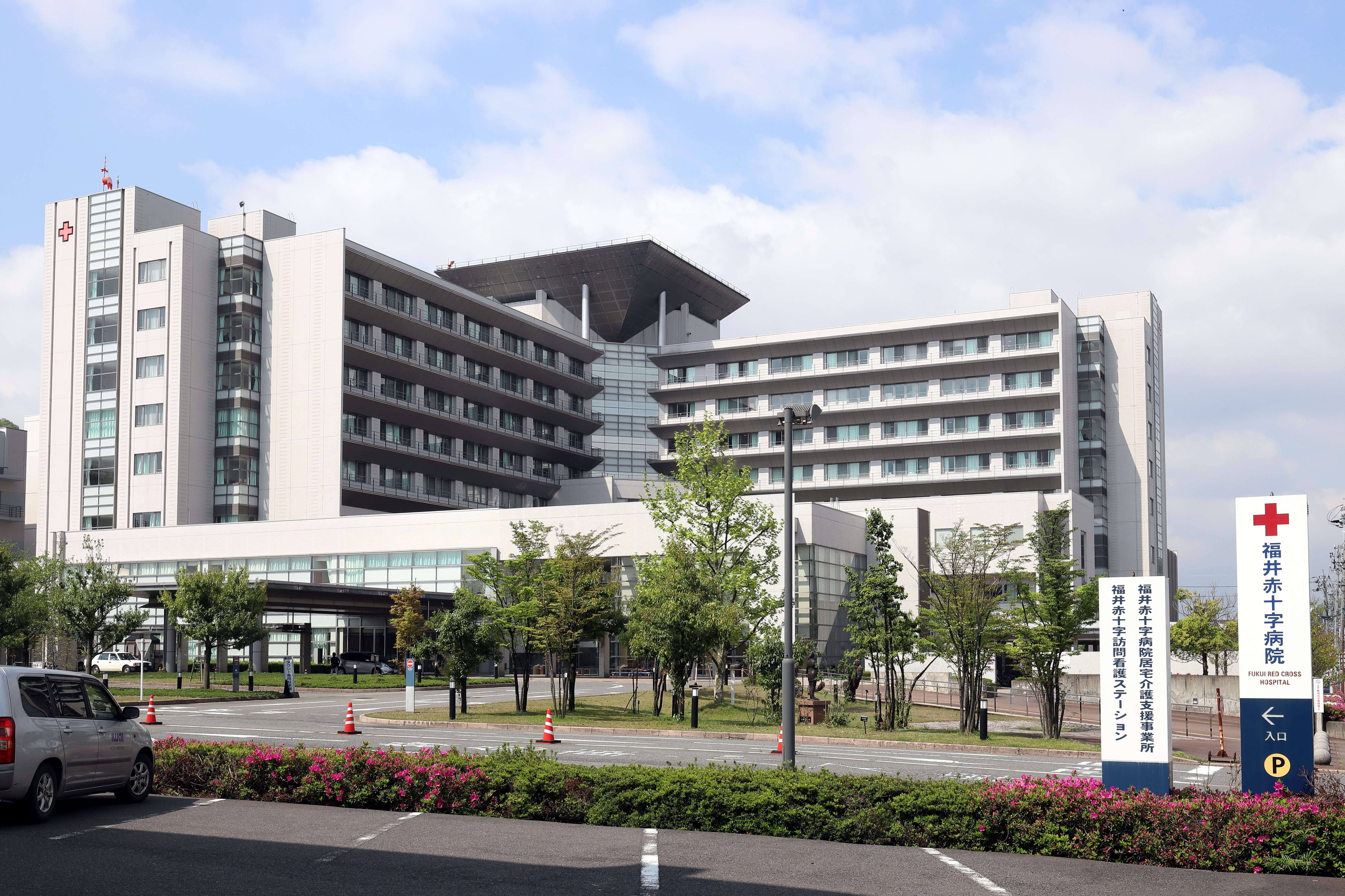
福井赤十字病院

福井市の古くからの郊外で住宅地が多い。東にハピラインふくい線と日本貨物鉄道（JR貨物）南福井駅があるため、東側の市街地とは地下道で連絡している。
1980年代まで、構内1番線から南側へ大和紡績福井工場の専用線があった。この線は南へ約300 mほど進んだところでスイッチバックし、現在のフェニックス通りを斜めに横断し工場に至る約1 kmのルートであった。専用線廃止後も住宅地の中に廃線跡が残っており、特に線路のカーブのため扇形をした駐車場はかつて線路が敷設されていた名残を色濃く残している。
- 福井赤十字病院 - 駅名の由来となっている。
- 福井県立福井東特別支援学校月見分教室
- 福井県赤十字血液センター
- 福井市豊小学校
- 福井市木田小学校
- 福井市明倫中学校
- 福井みのり郵便局

## バス路線
以下の最寄り停留所のほか、福井赤十字病院（西へ約350 m）からも利用可能な路線がある。詳細は病院の項目を参照。なお、福井鉄道の路線バス（福鉄バス）は2024年10月1日に福井市中心部への乗り入れ路線を廃止しており、以後当駅付近の運行がなくなっている。
- 京福バス 赤十字前停留所
  - 北行のりば（西へ約150 m） - 70系統　運動公園線（道守高校先回り）、76系統 西田中・宿堂線 福井駅行き
  - 南行のりば（南西へ約250 m） - 71系統　運動公園線（ベル前先回り） 運動公園方面行き

## 隣の駅
福井鉄道
■福武線
■臨時急行
通過
■急行（朝の一部列車）
ベル前駅 (F16) - 赤十字前駅 (F18) - 福井城址大名町駅 (F21)
■急行（上記以外）・■区間急行
ベル前駅 (F16) - 赤十字前駅 (F18) - 商工会議所前駅 (F19)
■普通
花堂駅 (F17) - 赤十字前駅 (F18) - 商工会議所前駅 (F19)